# ヒットパレード90's
『ヒットパレード90's』（ヒットパレード ナインティーズ）は、1990年10月19日から1991年10月4日までフジテレビ系列で毎週金曜日23時枠にて放送された音楽番組。

## 概説
1990年10月、それまで22年間続いた『夜のヒットスタジオ』をマイナーチェンジする形で、金曜日の23:00-23:45枠に登場した。金曜夜11時はこれまでニュース枠（FNN NEWSCOM）だったが、バラエティ・音楽系番組はこれが最初となる。
ゲストが最新曲を歌うのはもちろんのこと、『ミュージックフェア』のように昔の曲を歌ったり、違う歌手同士で一緒に歌う企画があった。企画コーナーには稀に、司会のみのもんたがゲストの歌に参加することもあった。
当初は収録放送だったが、1991年4月5日放送分からは生放送となった。同時に、セットなどを一新した。

## 司会者
- みのもんた
- 髙嶋政宏（1990.10.19-1991.3.29）
- 高木希世子（1990.10.19-1991.3.29）
- 蓮舫（1991.4.5-10.4）

## 番組の歴史

### 前期（録画放送時代）
- 司会者にみのもんた、高嶋政宏、高木希世子を起用。
- メインスタジオ（フジテレビ第6スタジオ）セットはブルーのバックに椅子のみ。第1クールでは司会者とゲストの歌手が椅子に座ってトークしていたが、第2クールではテーブル方式となった。
- 各回、特集コーナーにテーマが設けられ、そのテーマに沿った曲をゲストが歌う方式。例えば「雨」の場合、稲垣潤一が「ドラマティック・レイン」、といった具合。ただし、自分の持ち歌以外を歌うこともよくある。加山雄三が出演した回（1991年1月25日放送）では、加山、田原俊彦、藤井郁弥（現・フミヤ。チェッカーズ、当時）が「夜空の星くず」を3人で熱唱した。なお、出演者が演歌歌手のみの回の「酒」「春夏秋冬」など、演歌特有のテーマでは、曲の最初にみのもんたのナレーションが入る方式になっていた。
- エンディングは基本的に女性3人からなるバックコーラスの90's SPECIAL（ナインティズ・スペシャル）が昔の歌を歌うことになっていたが、出演者が多い場合は最後の1組がエンディングで歌うこともあった（例：来生たかお「GOOD BYE DAY」、沢田知可子「会いたい」など）。
- 1991年2月15日は当時勃発していた湾岸戦争に関連する報道特別番組のため放送時間が70分遅れ、24時10分からの放送となった。

### 後期（生放送時代）
- 生放送版では、タイトルロゴ、オープニング、スタジオセットなどすべて一新。司会もこれまでのみのもんたに加え、蓮舫が起用される。
- 一時期の「夜のヒットスタジオ」のように月間ゲスト枠が設けられ、谷村有美、平松愛理などが1か月ごとに出演。また、各週ごとに、歌手以外の著名人ゲスト（浅野ゆう子、舛添要一、間寛平、峰竜太など）や、かつてヒットを飛ばした大物歌手（渡辺真知子、美川憲一、山本リンダなど）も特別ゲストとして出演した（間寛平はゲスト出演の後に歌手としても出演した）。
- 企画コーナーも「夜ヒット」や「ミュージックフェア」のような形式を用いて、出演歌手およびゲストによるジョイント方式に。例えば、中森明菜が出演して「二人静 -「天河伝説殺人事件」より」を歌った回は、曲の衣装が和服（中森は当時の音楽番組でこの曲を歌う際、大抵和服で出演していた[1]）だったため、ジョイントのコーナーにも和服姿で参加している。1回目（1991年5月3日）ではプリンセス プリンセスと「GET CRAZY!!」、2回目（5月17日）では郷ひろみと「お化けのロック」をそれぞれ熱唱。
- 月間ゲストでは当時、デビューして間もない観月ありさ（当時15歳）が夜11時という遅い時間帯にもかかわらず、1か月通して出演している（1991年6月）[2]。
- F1グランプリが開催される週には、現地と衛星中継で予選の速報も伝えた。

#### 番組後期の月間ゲスト
（1991年4月5日 - 9月27日）
1991年4月 谷村有美
1991年5月 平松愛理
1991年6月 観月ありさ
1991年7月 高見沢俊彦※ソロ・アルバム発表に伴う出演
1991年8月 PSY・S
1991年9月 瀬能あづさ（当時：CoCo）

## スタッフ
- 音楽監修：後藤次利、武部聡志
- アレンジャー：亀田誠治、小川哲夫
- 構成：奥山侊伸、田村隆、沢口義明、東海林桂
- 演奏：90's BAND
- コーラス：90's SPECIAL（第1期）→Fit（第2期）
- 音楽コーディネート：ハーフトーンミュージック&システムズ
- ディレクター：深瀬雄介、きくち伸
- 演出 → プロデューサー：大前一彦
- プロデューサー：笠井一二
- 制作：フジテレビ第二制作部
- 制作著作：フジテレビ

## ネット局
系列は放送終了時（1991年10月）のもの。
| 放送対象地域  | 放送局             | 系列           | 備考              |
| ------------- | ------------------ | -------------- | ----------------- |
| 関東広域圏    | フジテレビ         | フジテレビ系列 | 制作局            |
| 北海道        | 北海道文化放送     | フジテレビ系列 |                   |
| 岩手県        | 岩手めんこいテレビ | フジテレビ系列 | 1991年4月開局から |
| 宮城県        | 仙台放送           | フジテレビ系列 |                   |
| 秋田県        | 秋田テレビ         | フジテレビ系列 |                   |
| 山形県        | 山形テレビ         | フジテレビ系列 | [ 3 ]             |
| 福島県        | 福島テレビ         | フジテレビ系列 |                   |
| 新潟県        | 新潟総合テレビ     | フジテレビ系列 |                   |
| 長野県        | 長野放送           | フジテレビ系列 |                   |
| 静岡県        | テレビ静岡         | フジテレビ系列 |                   |
| 富山県        | 富山テレビ         | フジテレビ系列 |                   |
| 石川県        | 石川テレビ         | フジテレビ系列 |                   |
| 福井県        | 福井テレビ         | フジテレビ系列 |                   |
| 中京広域圏    | 東海テレビ         | フジテレビ系列 |                   |
| 近畿広域圏    | 関西テレビ         | フジテレビ系列 |                   |
| 島根県 鳥取県 | 山陰中央テレビ     | フジテレビ系列 |                   |
| 広島県        | テレビ新広島       | フジテレビ系列 | [ 4 ]             |
| 岡山県 香川県 | 岡山放送           | フジテレビ系列 |                   |
| 愛媛県        | テレビ愛媛         | フジテレビ系列 |                   |
| 福岡県        | テレビ西日本       | フジテレビ系列 |                   |
| 佐賀県        | サガテレビ         | フジテレビ系列 |                   |
| 長崎県        | テレビ長崎         | フジテレビ系列 |                   |
| 熊本県        | テレビくまもと     | フジテレビ系列 |                   |
| 沖縄県        | 沖縄テレビ         | フジテレビ系列 |                   |

※クロスネットのテレビ大分、テレビ宮崎、鹿児島テレビは、当該時間帯で日本テレビ系列の『NNNきょうの出来事』を放送していた関係で一度も放送されなかった。

## 備考
- フジテレビ音楽番組にて3人で司会を務めた例はこの番組の前期のほかにもいくつかある。まず一つは『夜のヒットスタジオ』で1974年4月から1975年3月までの1年間は芳村真理・三波伸介・朝丘雪路のトリオ体制で番組進行が行われた。ただし、朝丘については、1974年7月以降は舞台の長期公演の仕事を優先した関係で出演が不定期となってしまい[5]、最終的には1975年3月いっぱいで完全降板、男女1ペアの司会体制に戻された。また、本番組の後番組として放送された『G-STAGE』→『SOUND ARENA』では徳光和夫・堺正章・田代まさし。男性3人のトリオは当時では珍しかった。そして『MJ -MUSIC JOURNAL-』（1992年10月 - 1994年3月）では古舘伊知郎・加山雄三・田中律子のトリオだった。
- 1980年代以降のフジテレビ系の音楽番組中、この番組においては唯一1回も放送時間拡大によるスペシャル版が放送されなかった。
- 1992年1月10日放送の『G-STAGE』総集編の回で、本番組の歌部分（プリンセス プリンセス、中森明菜、忌野清志郎など）のVTRが数曲ほど使用された。